# Hanseatisches Museum und Schötstuben

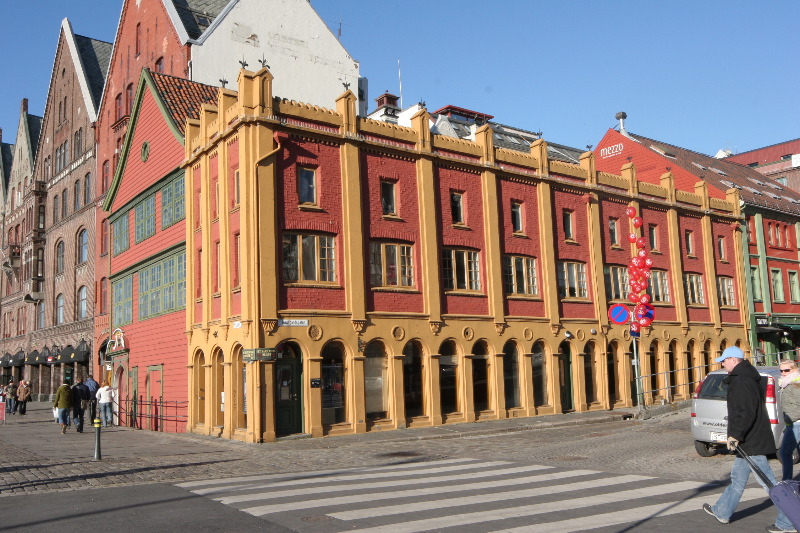
Hanseatisches Museum, Seitenansicht

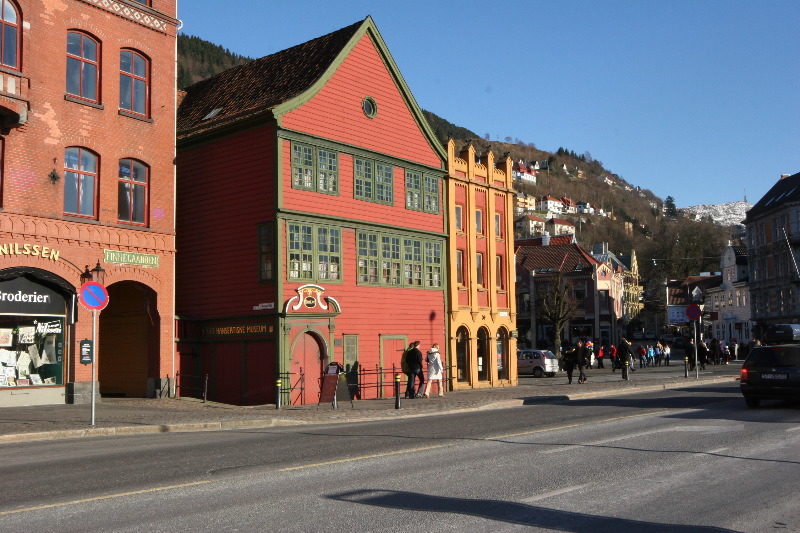
Hanseatisches Museum, Vorderansicht

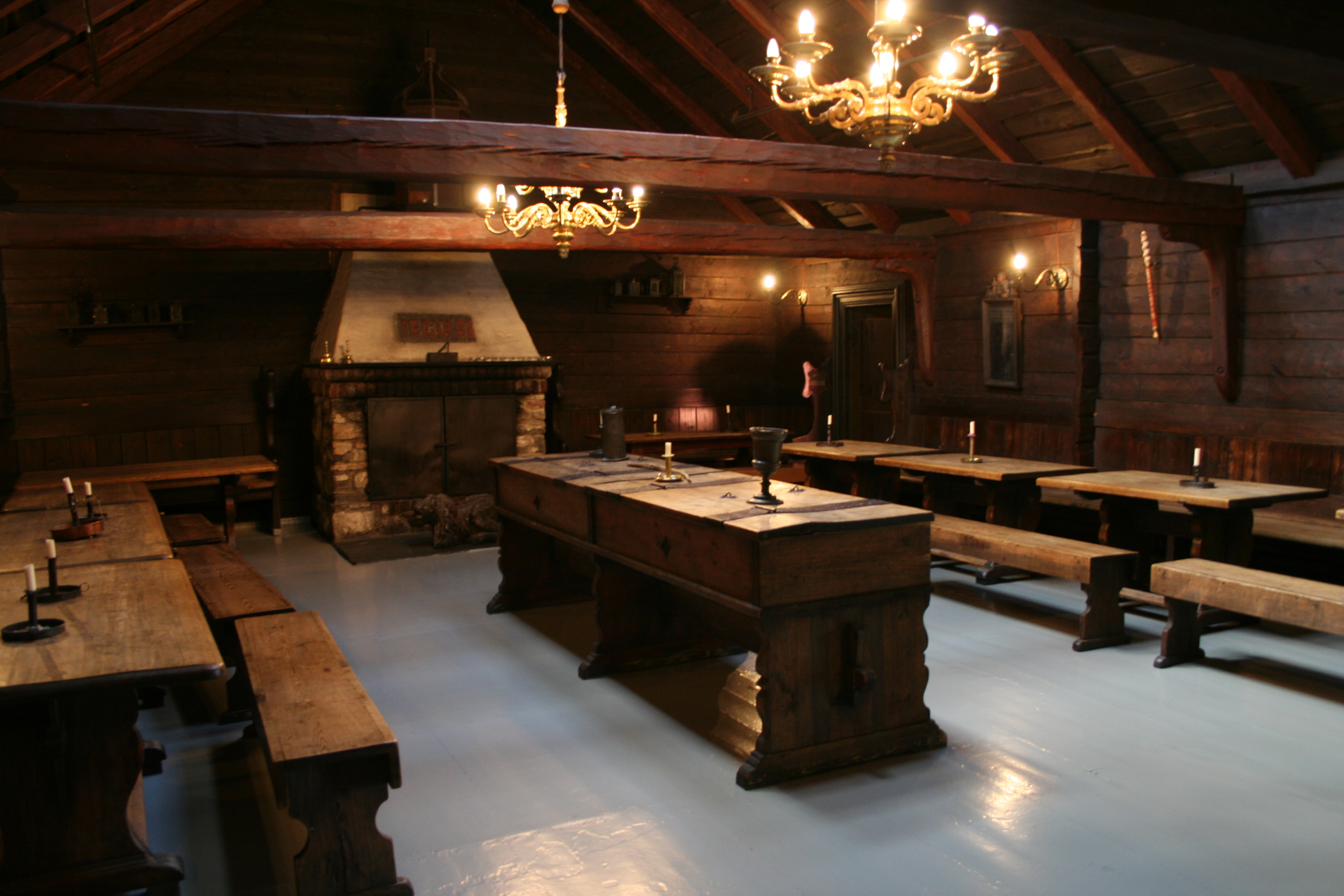
Schötstube

Hanseatisches Museum und Schötstuben (norwegisch Det Hanseatiske Museum og Schøtstuene) ist ein Museum auf Bryggen in Bergen, Norwegen. Es thematisiert das Leben von Bergenfahrern der Deutschen Hanse.

## Finnegaarden
Der Finnegaarden, auch Finnegården, ist einer der zwanzig Höfe, die zum historischen Hanseviertel Tyskebryggen, heute Bryggen, gehörten. Bei dem großen Brand im Jahre 1702 wurden sieben Achtel aller Gebäude, die größtenteils aus Holz gebaut waren, vernichtet, doch es folgte 1704 ein stilgetreuer Wiederaufbau. Der Brand und der Wiederaufbau liegt in der Amtszeit des Sekretärs der Deutschen Hanse in Bergen auf Bryggen Christian Wilhelm Höltich, dessen Porträt sich gleich im Eingangsbereich des Museums befindet (Inventarnummer: HMB 422). Seit 1979 steht das Hanseviertel Bryggen mit seinen etwa 60 Gebäuden auf der Liste des Weltkulturerbes der UNESCO. 
In diesem Kontorhaus wurde 1872 das Hanseatische Museum untergebracht. Bei der Eröffnung am 26. Juni 1872 war Prinz Oskar Frederik anwesend, der kurz danach als Oskar II. König von Norwegen und Schweden wurde. Christian Koren-Wiberg war der erste Direktor des Museums. Als die Sammlung wuchs, ließ er 1876 nach dem Entwurf des Architekten Conrad Fredrik von der Lippe einen Anbau bauen, den sogenannten Finnegårds-Bazaren (oder Murtasken). 1901 wurde der Finnegaarden stilgerecht restauriert. Der hintere Teil des Finnegaarden wurde 1982 unter der Leitung des Architekten Øivind Maurseth korrigiert und angepasst.
Im Oktober 2018 wurde der Finnegården geschlossen, um Schäden am Fundament zu reparieren und die Bohlen, die sich unter dem Gebäude befinden, auszutauschen. Gleichzeitig soll das Gebäude um zirka einen Meter angehoben werden. Die Restaurierung soll nach Plan bis 2027 dauern. Während dieser Zeit sind Teile der Ausstellung in den Schötstuben untergebracht.

## Museum
Das Museum ist das einzige Gebäude auf Bryggen, das noch über das originale Interieur verfügt. Es beinhaltet zwei Handelsstuben, eine See- und eine Landstube, Schlafplätze für Lehrlinge und ein Gästezimmer. 1916 wurde das Museum von seinem ersten Direktor Christian Koren-Wiberg der Stadt Bergen übergeben. Das Hansemuseum und die Schötstuben wurden bis 2005 von Bergen verwaltet, ab 2005, neben einigen anderen norwegischen Museen, von der Organisation Museum Vest. Häuser und Sammlung blieben Eigentum der Stadt Bergen. Im Eintrittspreis des Museums ist der Besuch der Schötstuben enthalten.

## Schötstuben
Die Schötstuben, auch Schötstuene, Schøtstuene oder Schütting, sind nur fünf Minuten zu Fuß entfernt. Sie befinden sich neben der Marienkirche, der Hauptkirche der deutschen Kaufleute auf Bryggen. Die Schötstuben dienten den hanseatischen Kaufleuten im Winter als Versammlungsräume. Wegen der ständigen Brandgefahr wurden diese Häuser etwas entfernt von den anderen Höfen auf Bryggen gebaut. Während des Winters wurden hier die warmen Mahlzeiten serviert, ansonsten wurden die Gebäude als Gerichts-, Versammlungs- und Festsäle verwendet. Zum Museum gehören drei Versammlungsräume und ein Feuerhaus, in dem gekocht, gebacken und gebraten wurde.

Die Schötstuben waren Gerichts-, Versammlungs- und Festsäle der Hanse
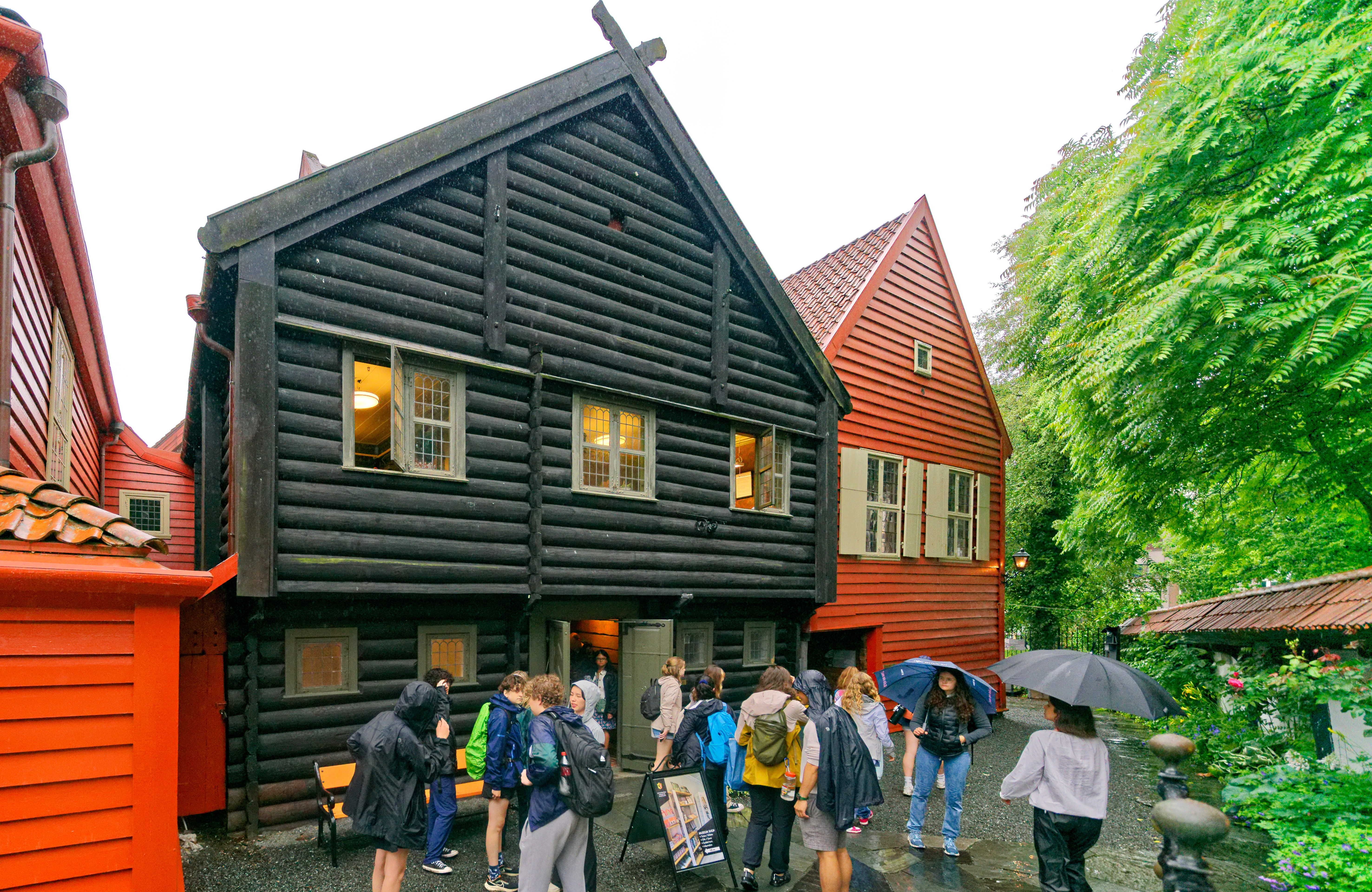
Der Eingang zu den Schötstuben
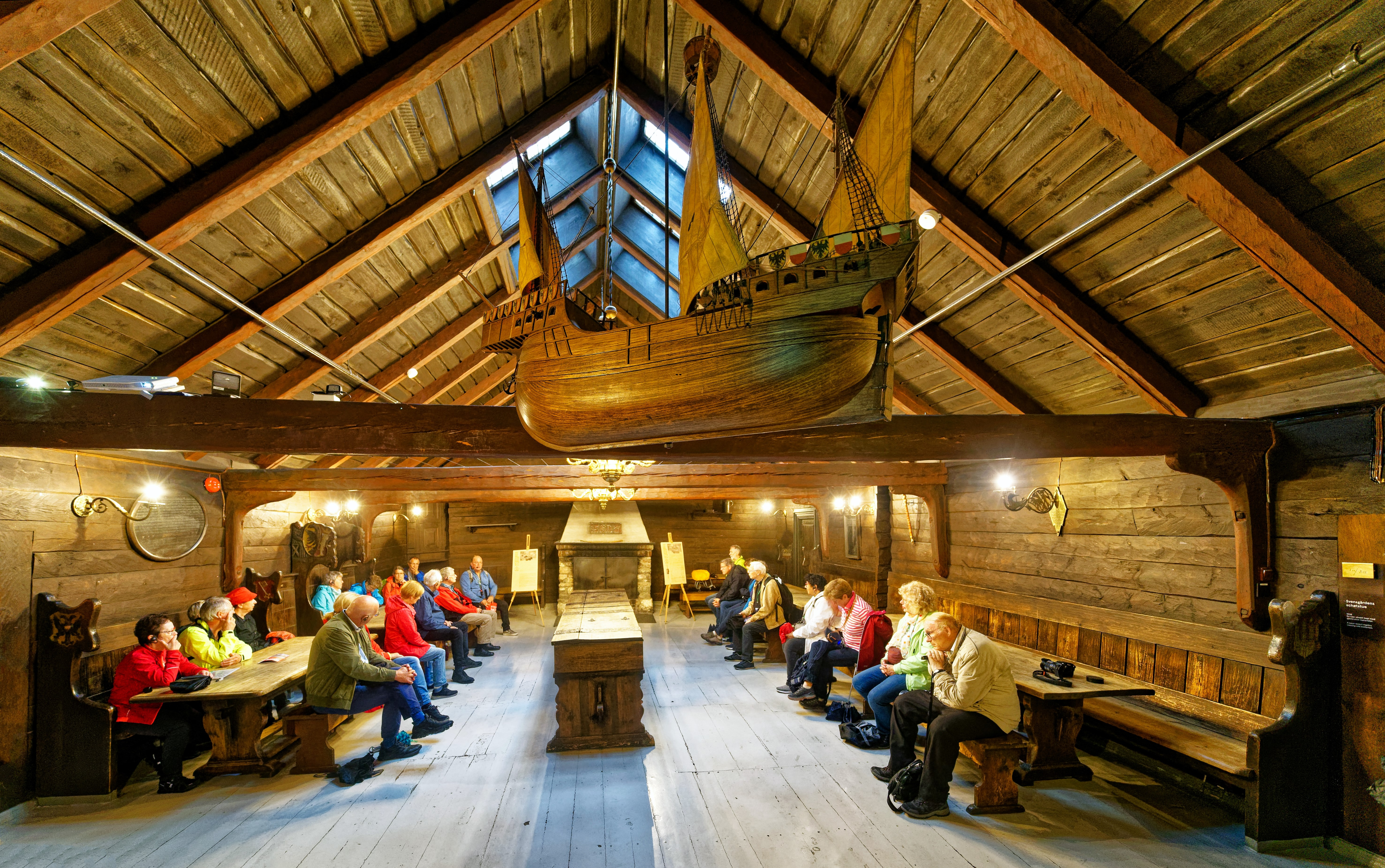
Besuchergruppe in der Schötstube
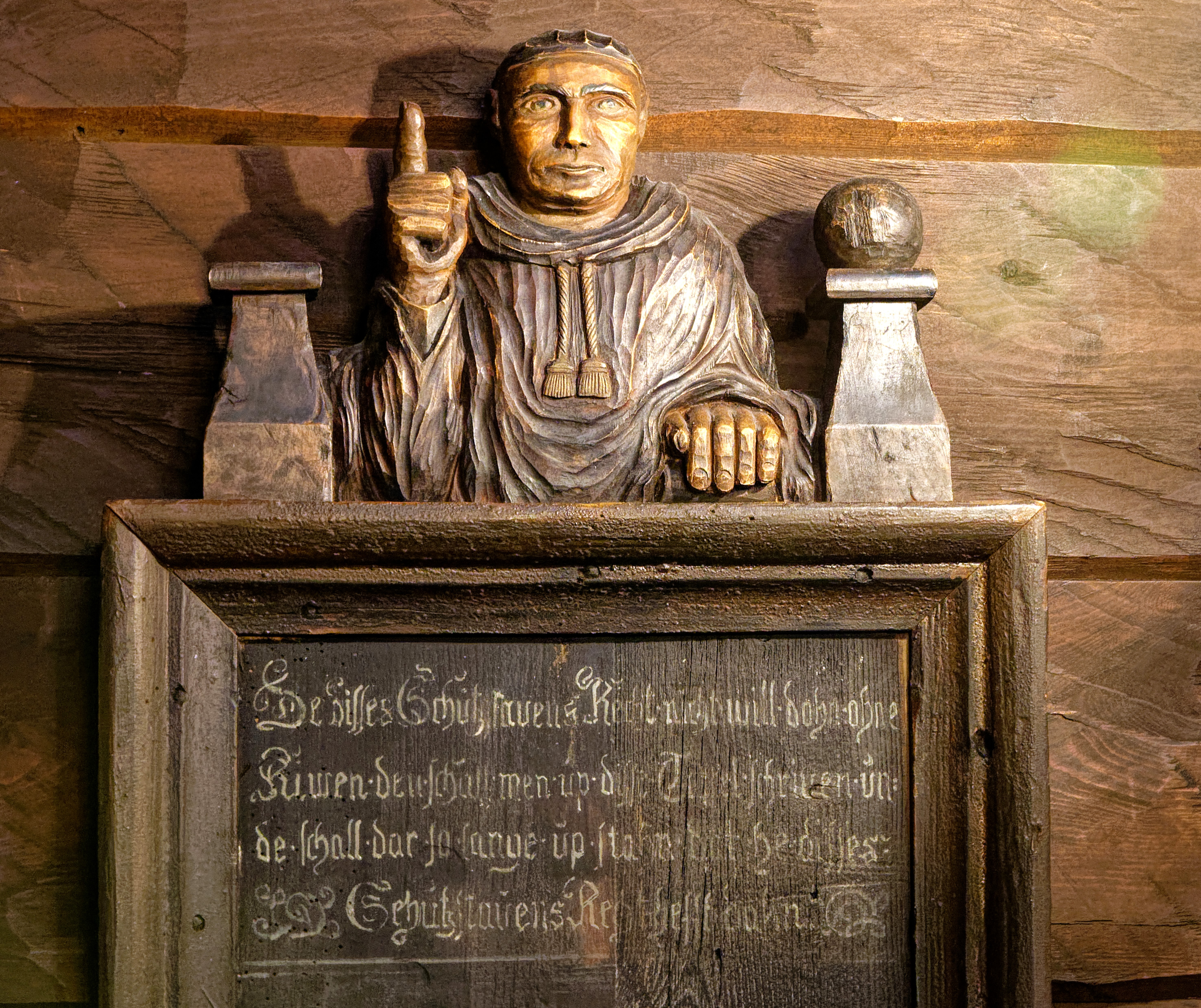
Mit erhobenem Zeigefinger
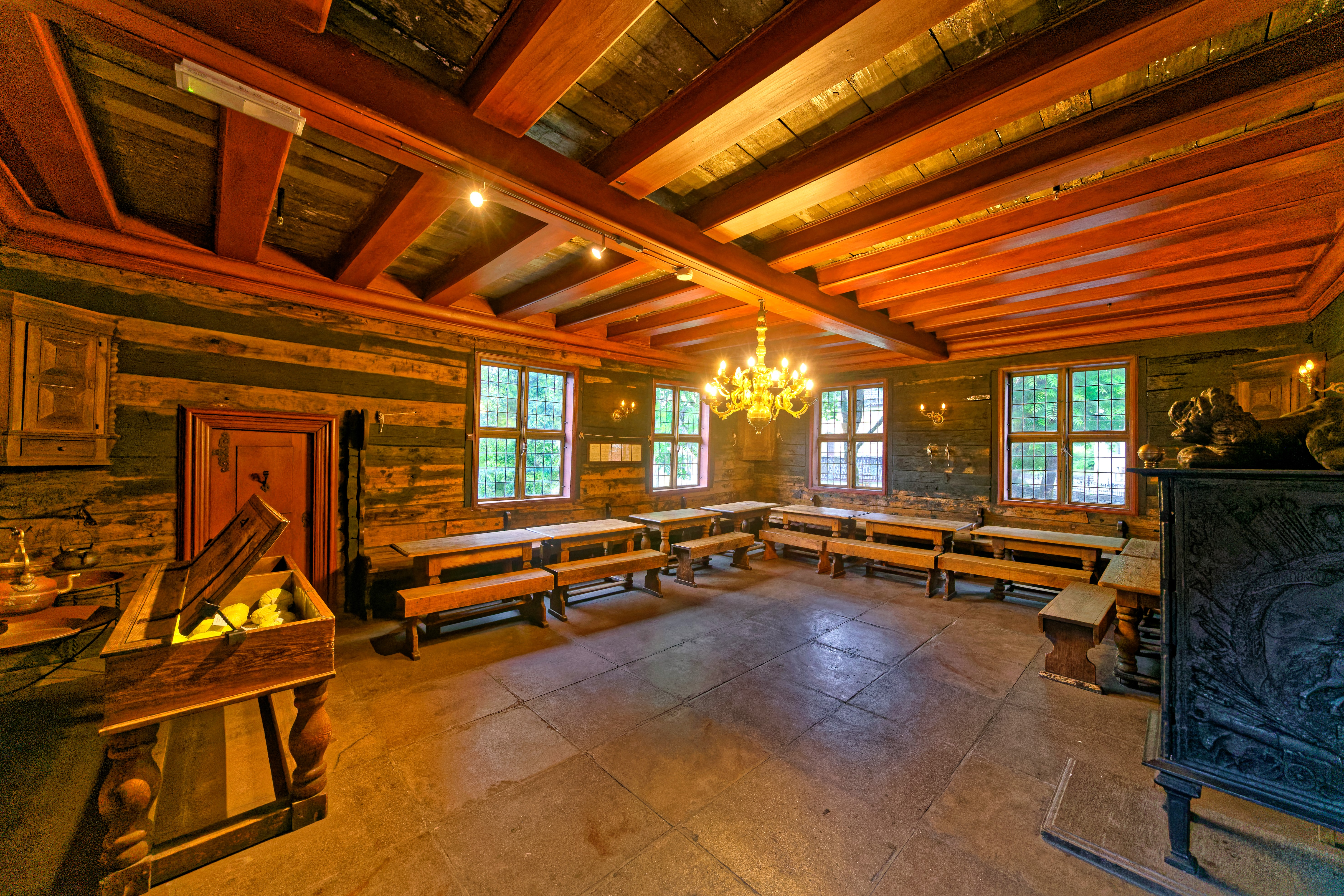
Hier gab es eine warme Mahlzeit
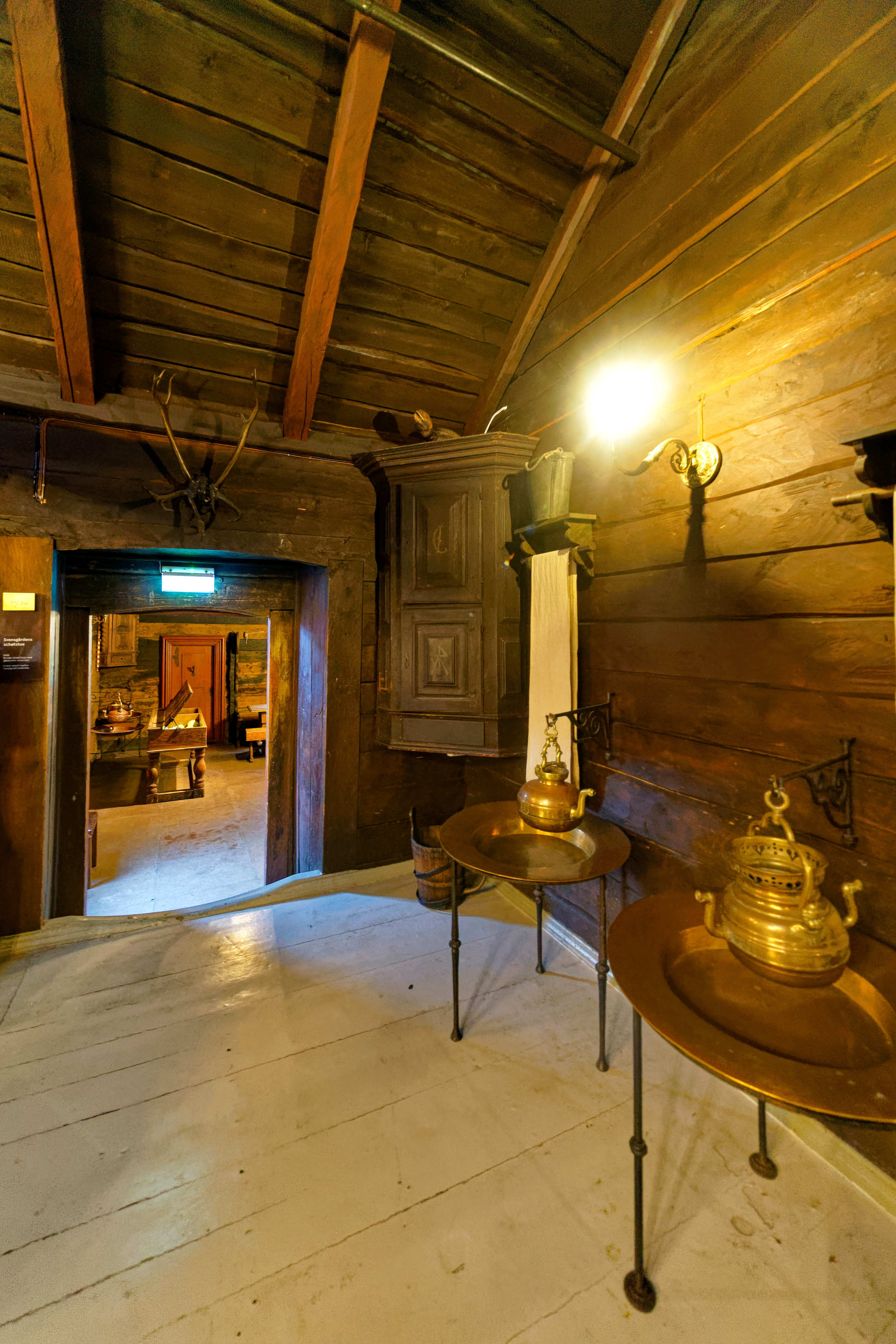
Detail Schötstuben

## Auszeichnungen
- Zertifikat für Exzellenz 2012 von TripAdvisor[3]
- Zertifikat für Exzellenz 2014 von TripAdvisor[4]